# Il colore della libertà (film 2020)
Il colore della libertà (Son of the South) è un film del 2020 diretto da Barry Alexander Brown e prodotto da Spike Lee, tratto dall'autobiografia di Bob Zellner.

## Trama
Nel sud dell'America del 1961, Bob Zellner è figlio di un ministro metodista e frequenta l'All-White Huntingdon College di Montgomery, Alabama. Alla ricerca di informazioni con cui scrivere una tesi sulle relazioni razziali, Zellner e quattro compagni di studio partecipano a un evento in una chiesa frequentata da afroamericani per celebrare il quinto anniversario del boicottaggio dei bus a Montgomery. L'evento è condotto da Ralph Abernathy e Rosa Parks. Quando la polizia arriva per arrestarli, gli studenti bianchi eludono l'arresto fuggendo attraverso una porta sul retro. I cinque ragazzi finiranno sui giornali locali e un crocifisso viene bruciato nel cortile fuori dalla stanza di Zellner. Il nonno di Zellner, essendo un membro del Ku Klux Klan, lo avverte di non farsi coinvolgere dal movimento per i diritti civili dei neri.
Assistendo a un attacco di folla ai Freedom Riders, Zellner aiuta Jessica Mitford a mettersi in salvo. Inizialmente un sostenitore passivo del movimento, Zellner diventa il primo segretario bianco del Comitato studentesco per la coordinazione non-violenta (SNCC). Di fronte ad una iniziale diffidenza da parte degli attivisti afroamericani, dimostra poi la sua buona fede protestando al loro fianco. A seguito dell'omicidio di un contadino di colore, infatti, Zellner, unico bianco, partecipa a una marcia in direzione del tribunale della contea insieme ad altri attivisti afroamericani. Catturato da un gruppo di membri del Ku Klux Klan, tra i quali ritrova un compagno di scuola, Zellner sfugge di poco a un'impiccagione.
Sconfortato, decide di lasciare il movimento e continuare i suoi studi nel nord. Tuttavia, dopo un secondo violento confronto con il suo ex amico, fautore del tentativo di impiccagione ai suoi danni, Zellner cambia fermamente rotta e si impegna formalmente nel movimento SNCC. Il film si conclude con un montaggio dei filmati del vero Bob Zellner, che durante gli anni '60 protestò per i diritti civili. Al termine è presente un ultimo omaggio al suo mentore John Lewis, defunto nel 2020.

## Distribuzione
Presentato all'American Black Film Festival nell'agosto 2020.
Il film è stato distribuito nelle sale cinematografiche italiane a partire dal 2 dicembre 2021.

### Edizione italiana
La direzione del doppiaggio è di Claudia Catani e i dialoghi italiani sono curati da Davide Quatraro per conto della 3Cycle che si è occupata anche della sonorizzazione.